# Ambone
Nelle chiese cristiane, l'ambone (dal greco ἄμβων, -ωνος) è la struttura architettonica sopraelevata dalla quale vengono proclamate le letture.

## Descrizione

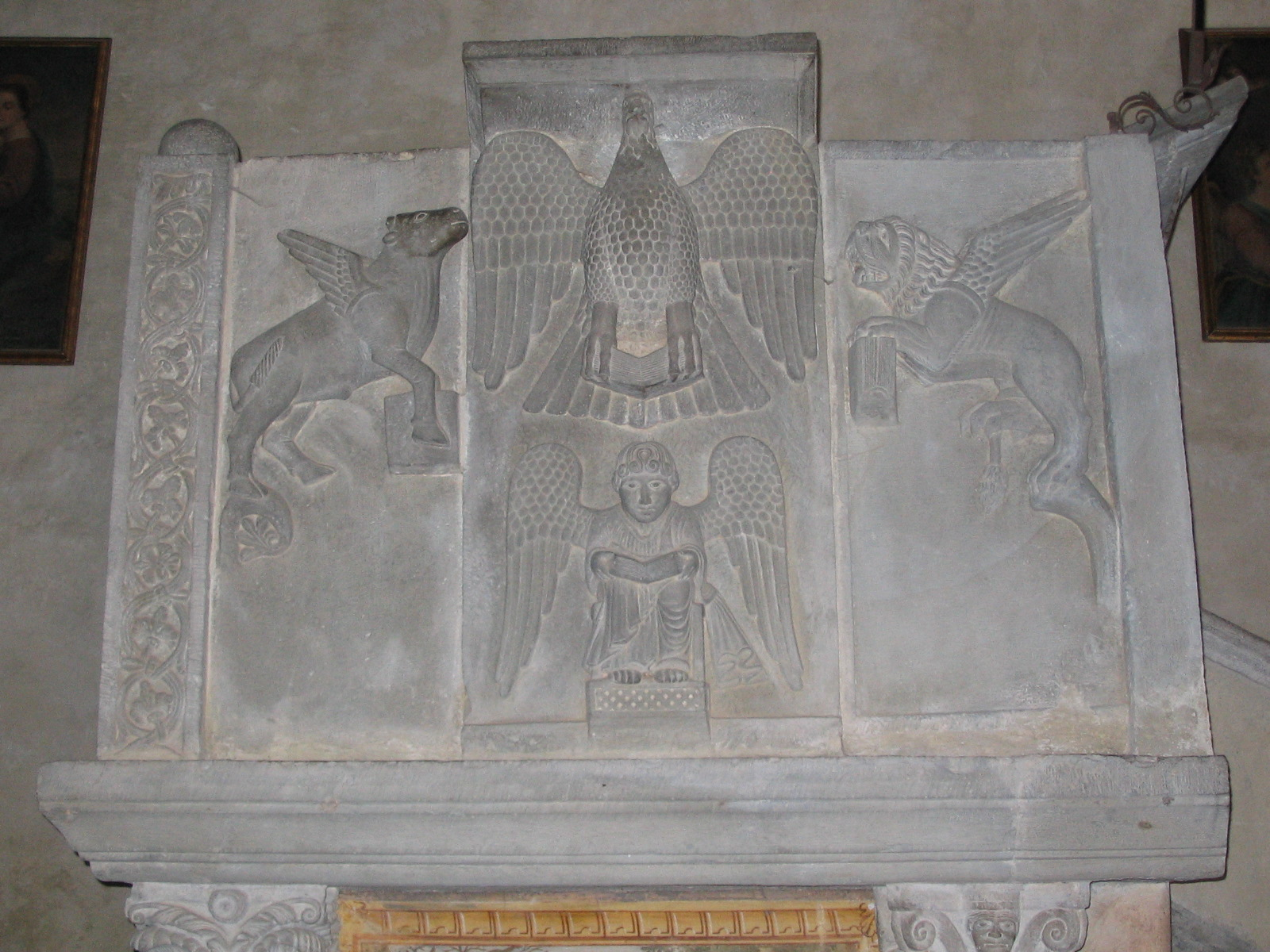
L'ambone della Pieve ad Almenno San Salvatore (Bergamo)

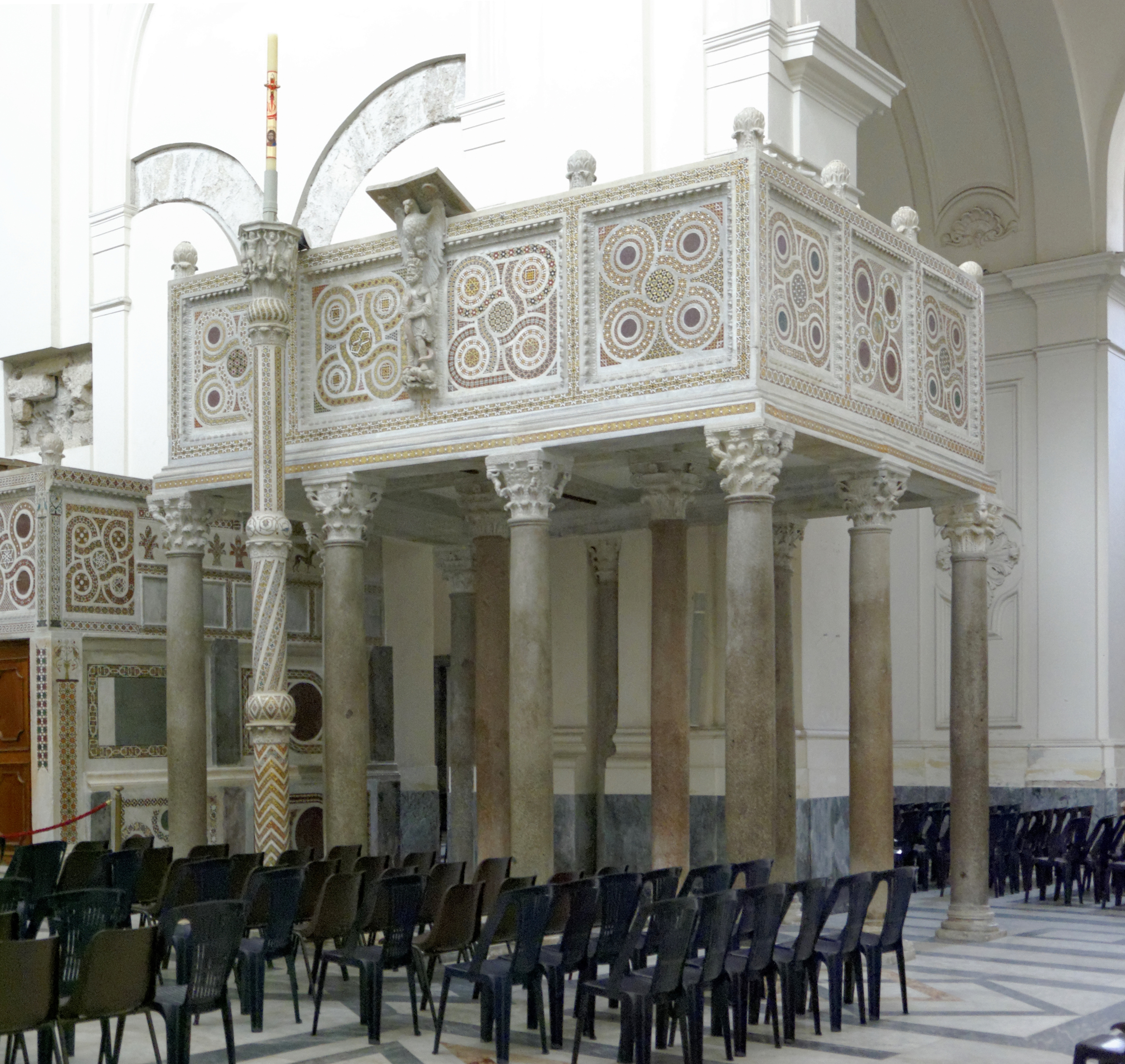
Ambone D'Aiello nella Cattedrale di Salerno

È una tribuna in marmo, pietra o legno, chiusa da tre lati da un parapetto, aperto su una scala nel quarto lato. Nelle chiese paleocristiane e romaniche si avevano due amboni ai lati dell'altare per la lettura, in quello di destra, generalmente più piccolo, dell'Epistola, in quello di sinistra, del Vangelo.

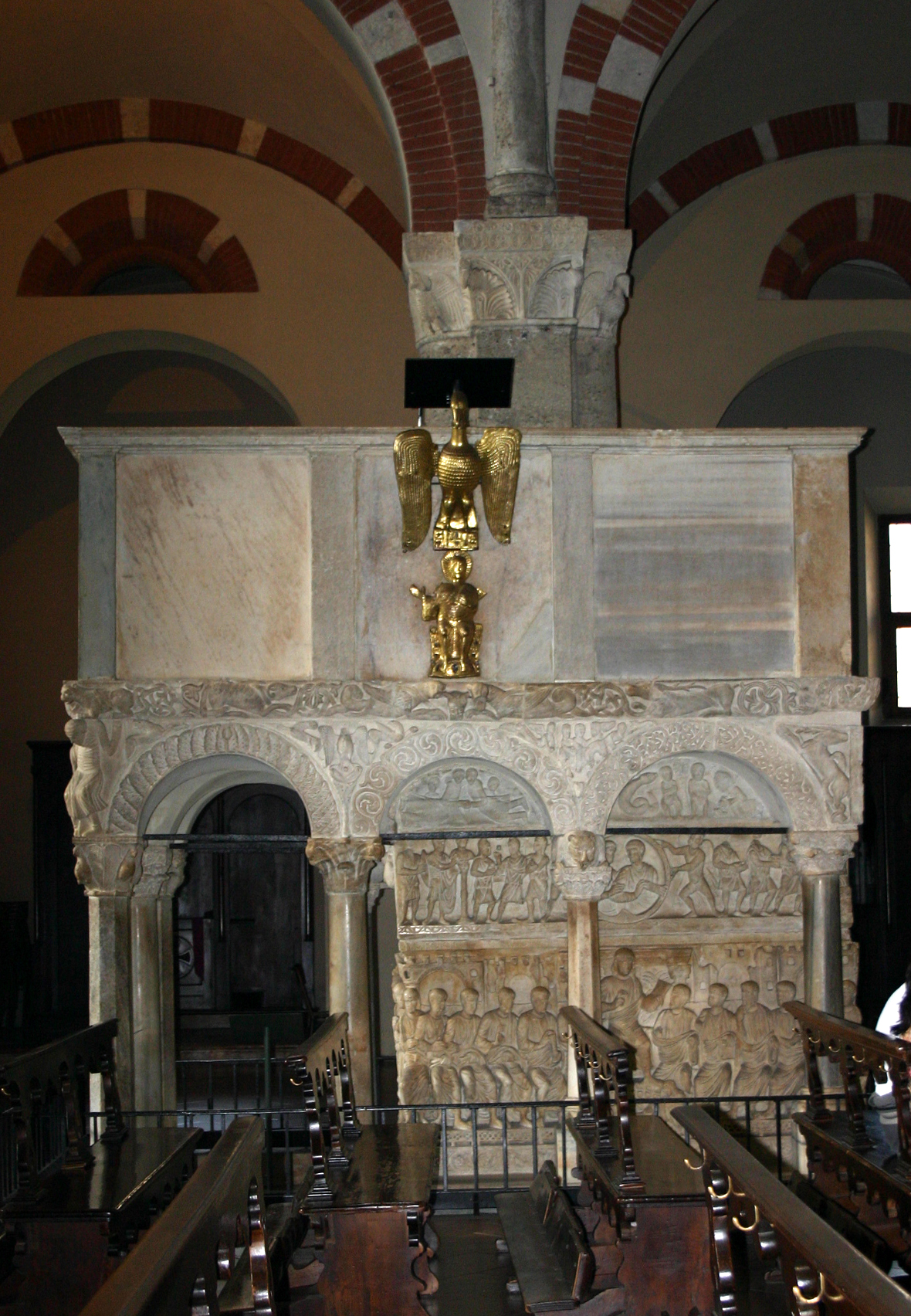
L'ambone della Basilica di Sant'Ambrogio a Milano.

Si differenzia dal pulpito, presente nelle chiese a partire dal XIV secolo circa: il pulpito era più alto e soprattutto, essendo destinato solo alla predicazione (che a partire dal Medioevo non era più considerata un momento organico della celebrazione liturgica, bensì un momento di istruzione del popolo), non si trovava nel presbiterio, bensì nella navata o all'esterno della chiesa, come nel duomo di Prato.
Il termine ambone viene dal greco ambon, che indica ogni superficie convessa, panciuta: di fatto, molti amboni presentano una convessità in corrispondenza del leggio. Sinonimo di ambone è pergamo (dal greco pergamon, "luogo elevato") termine talora utilizzato per indicare il diverso pulpito. Nel rito bizantino di lingua greca viene chiamato ambone l'ampio gradino antistante l'iconostasi, da dove il diacono canta il brano evangelico, anche se non esiste un vero e proprio leggio.
Nel corso della celebrazione liturgica, hanno accesso all'ambone i seguenti ministri:
- il lettore, che legge la pericope dell'Antico Testamento e l'Epistola,
- il salmista, che canta le strofe del salmo responsoriale,
- il diacono, che proclama il Vangelo.

Nel basso Medioevo, il trasporto del lezionario verso l'ambone era accompagnato da un canto processionale detto conductus.
Tra gli amboni antichi più famosi, e non solo in Italia, vi è quello romanico della basilica di San Giulio, sul lago d'Orta (provincia di Novara), realizzato all'inizio dell'XII secolo in serpentino verde di Oira, antica e prestigiosa pietra locale. Particolare, per la sua architettura moresca, è l'ambone della Basilica di Sant'Eufemia di Grado. Notevoli gli amboni del Duomo di Ravello (ambone del Vangelo e ambone dell'Epistola), della Concattedrale di Bitonto, della Cattedrale di Salerno. Ricco di notevoli sculture con magnifici colori è l'ambone della chiesa romanica di Santa Maria del Lago a Moscufo (Pescara).
Del 1193 è invece l'ambone nella pieve di San Michele a Groppoli (Pistoia), attribuito a Biduino, con le raffigurazioni della fuga in Egitto, della Nascita di Gesù e della Visitazione della Beata Vergine Maria.